# George Armitage
Pour les articles homonymes, voir George Armitage (football) et Armitage.
Ne doit pas être confondu avec George Armitage Miller.
George Armitage, né en 1942 à Hartford dans le Connecticut et mort le 15 février 2025, est un réalisateur, un producteur et un scénariste américain. Il est principalement connu pour être le réalisateur des films Le Flic de Miami, Tueurs à gages et La Grande Arnaque.

## Biographie

### Carrière
Il débute comme scénariste, réalisateur et producteur au début des années 1970, signant plusieurs films de Série B produit par la société New World Pictures de Roger Corman puis par son frère Gene Corman (en).
Il réalise Le Flic de Miami (Miami Blues) en 1990 d'après le roman éponyme de Charles Willeford avec Alec Baldwin, Fred Ward et Jennifer Jason Leigh dans les rôles principaux. En 1997 il réalise Tueurs à gages avec John Cusack et Minnie Driver.
Son dernier film sort en 2004. La Grande Arnaque (The Big Bounce) est le remake d'Une si belle garce (The Big Bounce) d'Alex March réalisé en 1969 et adapté du roman éponyme d'Elmore Leonard.
George Armitage tient aussi quelques rôles de figuration au sein de ses premiers films.

## Filmographie

### Comme réalisateur
- 1971 : Private Duty Nurses (en)
- 1972 : Hitman le créole de Harlem (Hit Man)
- 1976 : Vigilante Force (en)
- 1979 : Hot-Rod (téléfilm)
- 1990 : Le Flic de Miami (Miami Blues)
- 1997 : Tueurs à gages (Grosse Pointe Black)
- 2004 : La Grande Arnaque (The Big Bounce)

### Comme producteur
- 1970 : Gas-s-s-s (Gas! -Or- It Became Necessary to Destroy the World in Order to Save It)
- 1971 : Private Duty Nurses
- 2004 : La Grande Arnaque (The Big Bounce)

### Comme scénariste
- 1970 : Gas-s-s-s (Gas! -Or- It Became Necessary to Destroy the World in Order to Save It)
- 1971 : Private Duty Nurses (en)
- 1972 : Night Call Nurses de  Jonathan Kaplan
- 1972 : Hitman le créole de Harlem (Hit Man)
- 1975 : Darktown Strutters
- 1976 : Vigilante Force (en)
- 1979 : Hot-Rod (téléfilm)
- 1990 : Le Flic de Miami (Miami Blues)
- 1990 : L'Enfer bleu (The Last of the Finest) de John Mackenzie
- 1996 : Changement de décors (en) (The Late Shift) (téléfilm)